# Viadana
Viadana (лат.) — род кузнечиков из подсемейства Phaneropterinae Burmeister, 1838. Новый Свет: Центральная и Южная Америка. Около 60 видов.

## Описание
Кузнечики мелкого размера (длина около 2 см). Головной рострум узкий (его ширина в 3—4 раза больше, чем расстояние между основаниями усиков); передняя часть его верхнего бугорка узкая и довольно короткая (не проецируется вперед по отношению к её нижнему бугорку). Переднеспинка имеет короткие боковые лопасти (от немного короче до едва длиннее их высоты); надкрылья разнообразны по форме, с ветвями жилок Sc и RS более или менее поперечными или наклонными, но не четко или почти продольными, а с дугообразной жилкой MA.
подрод Arcuadana Gorochov & Cadena-Castañeda, 2015
- Viadana abbreviata Gorochov, 2015[2]
- Viadana appendiculata Gorochov, 2015
- Viadana arcuata Cadena-Castañeda & Gorochov, 2015
- Viadana azteca (Saussure & Pictet, 1898)
- Viadana barrancoi Cadena-Castañeda, 2015
- Viadana boraceae Piza, 1969
- Viadana boyacae Hebard, 1927
- Viadana brunneri Cadena-Castañeda, 2015
- Viadana cusco Gorochov, 2015
- Viadana decora Gorochov, 2015
- Viadana dentata Gorochov, 2015
- Viadana difformis (Brunner von Wattenwyl, 1878)[4]
- Viadana foreli (Saussure & Pictet, 1898)
- Viadana fruhstorferi (Brunner von Wattenwyl, 1891)[5]
- Viadana griffinii (Giglio-Tos, 1897)
- Viadana hebardi Cadena-Castañeda, 2015
- Viadana longicercata (Brunner von Wattenwyl, 1891)
- Viadana multiramosa (Brunner von Wattenwyl, 1878)
- Viadana nulla Gorochov, 2015
- Viadana ordinaria Gorochov, 2015
- Viadana peruviana (Brunner von Wattenwyl, 1878)
- Viadana quadriramosa Piza, 1969
- Viadana rhombifolia (Brunner von Wattenwyl, 1891)
- Viadana rowelli Barranco, 2013
- Viadana stephanyae Cadena-Castañeda, 2012
- Viadana tristis Gorochov, 2015
- Viadana zetterstedti (Stål, 1861)

подрод Bolivariola Uvarov, 1939
- = Bolivarita Hebard, 1933
- Viadana conjuncta (Hebard, 1933)

подрод Paraviadana Piza, 1980
- Viadana aenigma Gorochov, 2015
- Viadana altera (Brunner von Wattenwyl, 1891)
- Viadana cercata Gorochov, 2015
- Viadana intermedia Gorochov, 2015
- Viadana inversa (Brunner von Wattenwyl, 1878)
- Viadana napo Gorochov, 2015
- Viadana septentrionalis (Piza, 1980)
- Viadana styliformis (Brunner von Wattenwyl, 1891)

подрод Proviadana Hebard, 1933
- Viadana guatemalensis Cadena-Castañeda, 2015
- Viadana illobulata Gorochov, 2015
- Viadana lita (Hebard, 1933)
- Viadana lobulata Gorochov, 2015
- Viadana ornata Gorochov, 2015
- Viadana paralita (Márquez Mayaudón, 1965)
- Viadana proxima Gorochov, 2015
- Viadana taediosa Gorochov, 2015

подрод Viadana Walker, 1869
- = Ctenophlebia Stål, 1873
- Viadana aguarico Gorochov, 2015
- Viadana amboro Gorochov, 2015
- Viadana biloba Gorochov, 2015
- Viadana brasiliensis (Brunner von Wattenwyl, 1878)
- Viadana bulbosa Gorochov, 2015
- Viadana curvicercata (Brunner von Wattenwyl, 1891)
- Viadana delicatula Piza, 1976
- Viadana diegomendesi Cadena-Castañeda, 2015
- Viadana festae (Giglio-Tos, 1898)
- Viadana hamata Gorochov, 2015
- Viadana lobata (Brunner von Wattenwyl, 1878)
- Viadana myrtifolia (Linnaeus, 1758)
- Viadana obliqua Gorochov, 2015
- Viadana piracicabae Piza, 1969
- Viadana satipo Gorochov, 2015
- Viadana semihamata Gorochov, 2015
- Viadana transversa Walker, 1869[1] — typus
- Viadana ultrahamata Gorochov, 2015